# Antonio Ortiz Mena
Antonio Ortiz Mena (Parral, 16 aprile 1907 – Città del Messico, 12 marzo 2007) è stato un economista messicano che è stato presidente della Banca interamericana di sviluppo (1971-1988) e segretario delle finanze del Messico durante le amministrazioni di Adolfo López Mateos e Gustavo Díaz Ordaz (1958-1970).
Fu Segretario del Tesoro e del Credito Pubblico dal 1958 al 1970, durante il periodo da lui denominato Sviluppo Stabilizzante, fase caratterizzata da una crescita dell'economia messicana del 6,6% annuo con un'inflazione del 2,2%. La crescita economica del Messico in questo periodo fu superata solo da quella del Giappone, di Singapore e della Corea del Sud. L’economia messicana è cresciuta più di quella di qualsiasi altro paese del continente americano o europeo..
Durante lo Sviluppo Stabilizzante, il Fondo Monetario Internazionale (FMI) dichiarò che il peso era “valuta forte”. I principali economisti ritenevano che se il Messico avesse continuato così avrebbe raggiunto entro il 2000 il livello delle potenze intermedie come l'Australia o il Canada. Il Messico è stato un esempio per gli altri paesi del terzo mondo. Il salario minimo è quasi raddoppiato, passando da 308 a 601 dollari. Il debito estero è stato ridotto. Il peso faceva parte del paniere di valute di riserva che il FMI utilizzava nelle sue operazioni di sostegno ai paesi che lo richiedevano.
In questo modo, la sua gestione al Ministero delle Finanze non fu temporanea, ma fu il prodotto di una gestione meticolosa e prudente dell'economia, con una strategia coerente e dettagliata. L'impronta di Ortiz Mena sulla vita messicana fu decisiva, milioni di persone entrarono nella classe media mentre il paese iniziava la sua trasformazione da un’economia prevalentemente rurale a un’economia industriale. È stato uno degli uomini che hanno contribuito a consolidare, gestire e creare l'edificio istituzionale messicano che ancora sostiene e struttura il Paese.

## Biografia
Ortiz Mena proveniva da una vecchia famiglia di proprietari terrieri, politici modernizzatori e imprenditori minerari degli stati settentrionali di Sonora e Chihuahua, i cui componenti furono attivi dall'epoca della colonia spagnola fino alla Rivoluzione  che sconvolse il paese dal 1910 al 1940.
Da adolescente, ebbe l'opportunità nell'ambiente familiare di incontrare vari protagonisti della Rivoluzione, in particolare il gruppo di Sonora: Álvaro Obregón, Adolfo de la Huerta, Francisco Serrano, parlare di ideali e aspirazioni, anche delle tragiche conseguenze personali e sociali delle sanguinose lotte per il potere.
Si laureò in Giurisprudenza presso la Scuola Nazionale di Giurisprudenza dell'Università Nazionale Autonoma del Messico, dove fondò il giornale Eureka con Miguel Alemán e Manuel R. Palacios. Conseguì poi un master in Studi latinoamericani presso l'Università di Londra.

## Carriera
Iniziò la sua carriera governativa come avvocato presso il Dipartimento del Distretto Federale nel 1932, diventando in seguito direttore dell'ufficio legale di quel dipartimento. Acquisì quindi nel 1936 una certa esperienza nel settore bancario lavorando come assistente del direttore della Banca nazionale ipotecaria urbana (1936-1945) e come vice direttore della National Mortgage Bank (1946–1952).
Durante la seconda guerra mondiale fu direttore dei servizi di nazionalizzazione delle proprietà. Successivamente, venne a capo del dipartimento di vicedirettore generale e delegato fiduciario della Banca nazionale delle ipoteche urbane e dei lavori pubblici.
Fu direttore del Mexican Institute of Social Security, presidente della Banca Interamericana di Sviluppo e direttore di Banamex. Fu Segretario delle Finanze e Credito Pubblico durante due amministrazioni: quella di Adolfo López Mateos e quella di Gustavo Díaz Ordaz, un periodo di grande prosperità economica da lui chiamato "Sviluppo Stabilizzante".

### Direttore dell'Istituto della Previdenza (1952-1958)
Il presidente Adolfo Ruiz Cortines lo nominò direttore generale dell'Istituto messicano di previdenza sociale (IMSS). Rimase in carica dal 1952 al 1958. In quel ruolo garantì l'equilibrio finanziario dell'istituto, attraverso una riorganizzazione amministrativa.
Nel 1952, l’IMSS era in chiara tendenza verso il deficit. Le finanze furono risanate e le riserve furono ricostituite senza aumento delle tasse, mentre la copertura dei servizi medici, fornita fino ad allora solo nel Distretto Federale e in alcuni comuni di sei stati, fu estesa all'intero paese e iniziò anche per i lavoratori agricoli. L'estensione si realizzò con un sistema di surrogazione, costituendo unioni di medici, una forma originale di autogestione, che ricevevano la parte corrispondente degli onorari ed erano obbligate a fornire le prestazioni mediche.
L'istituto del Medico di Famiglia fu concepito come l'asse responsabile della salute della famiglia operaia. Fu proposto il sostegno più ampio e completo ai lavoratori e alle loro famiglie e si creano nuove prestazioni sociali come la Casa Assicurata per lo sviluppo personale e culturale delle donne e delle famiglie dei lavoratori. Furono avviati programmi di unità abitative per operatori con servizi sociali, scuole, infermerie, negozi di prodotti di prima necessità, impianti sportivi, centri di aggregazione sociale e di promozione culturale.
Durante il suo mandato furono costruite più unità sanitarie che mai. L'opera principale fu l'Hospital de la Raza.

### Segretario del Tesoro (1958-1970)
Il 1º dicembre 1958 iniziò il suo periodo come Segretario del Tesoro e del Credito Pubblico, incarico che ricoprì durante due amministrazioni: quella di Adolfo López Mateos e quella di Gustavo Díaz Ordaz, un periodo di grande prosperità economica da lui chiamato "Sviluppo Stabilizzante".
Lo Sviluppo Stabilizzante fu caratterizzato da una crescita dell'economia messicana del 6,6% annuo con un'inflazione del 2,2% e la produzione agricola venne sostituita dalla produzione industriale. La crescita industriale che il Messico registrò in questi tempi si basò sull'espansione del mercato interno, favorita dalla crescita urbana e dagli effetti della riforma agraria, oltre al consolidamento delle infrastrutture nel settore delle comunicazioni e dei trasporti, energetico e di grande importanza partecipazione di investimenti esteri che modificherebbero l’impianto industriale.
È importante ricordare il contributo di Rodrigo Gómez, allora direttore generale della Banca del Messico, alla politica economica di stabilizzazione dello sviluppo. Ortiz Mena stabilì gli obiettivi di politica economica e le regole del gioco su cui dovevano operare il Tesoro e la Banca del Messico. Ortiz Mena raccontò così questa collaborazione tra i due: «(...) il mio approccio con Rodrigo Gómez è stato che la Banca e il Ministero delle Finanze dovessero svolgere, ciascuno per conto proprio, i propri compiti specifici, ma con grande coordinamento. L'inflazione doveva essere evitata, quindi l'obiettivo principale del Segretariato sarebbe stato quello di controllare il deficit di bilancio, mentre quello della Banca sarebbe stato quello di garantire la stabilità monetaria. Rodrigo e io condividevamo l'idea che ci fosse stata presentata una grande opportunità per puntare tutto sull'obiettivo di crescere senza inflazione».
Il sostegno e la promozione del turismo come generatore di valuta estera permise di coniugarlo con la valorizzazione e la tutela del patrimonio storico-culturale: il Museo di Antropologia, il Museo d'Arte Moderna, il Museo Nazionale del Viceregno, il Museo Nazionale delle Culture e quello di San Diego. Inoltre, nel Banco de México venne istituito un fondo per lo sviluppo del turismo. Furono identificati i siti più convenienti tra cui Puerto Escondido, Huatulco, Ixtapa, Cancún  Per Ixtapa e Huatulco i crediti furono gestiti presso la Banca Mondiale; a Cancún gli investimenti iniziarono con le risorse del Fondo di Promozione. Paradossalmente, Antonio Ortiz Mena gestì in qualità di funzionario del governo messicano i crediti per Cancún, che gli furono successivamente concessi dall'organismo concedente (IDB) in qualità di rappresentante. Con coerenza intellettuale concepì la politica economica come strumento di sviluppo e di investimento nella società. Anni dopo dichiarò: “Non avevo alcun impegno ideologico, potevo essere keynesiano e monetarista, a seconda dei casi”. In continuità con i sistemi di previdenza sociale, nel 1960, già dal Ministero delle Finanze, promosse e partecipò alla creazione ed organizzazione dell'ISSSTE.
Ortiz Mena ricoprì anche incarichi di funzionario in organizzazioni internazionali e fu rappresentante del Messico presso il FMI per 11 anni, dal 1959 al 1970.
Almeno in due occasioni, nel 1963 e nel 1969, fu considerato un forte contendente alla presidenza in rappresentanza dell'allora egemone Partito Rivoluzionario Istituzionale (PRI), e anche l'ex presidente Miguel Alemán era tra i suoi sostenitori. Tuttavia, in entrambi gli episodi perse la nomination.

### Banca interamericana di sviluppo (1970-1988)
Alla fine si dimise dall'incarico nell'agosto 1970, pochi mesi prima dell'insediamento del presidente Luis Echeverría. Le sue dimissioni colsero molti di sorpresa, ma pochi mesi più tardi i governi di Messico e Stati Uniti annunciarono che avrebbero sostenuto il suo tentativo di diventare il prossimo presidente della Banca interamericana di sviluppo, in sostituzione del cileno Felipe Herrera, il suo presidente fondatore. Sia l'Argentina che il Venezuela nominarono candidati diversi, ma il 27 novembre 1970 Ortiz ricevette la maggioranza dei voti, sebbene il segretario al Tesoro degli Stati Uniti, David M. Kennedy, riferisse a Richard Nixon che le elezioni erano state "controverse".
Rimase presidente della IADB per diciassette anni fino alle sue dimissioni nel 1988 - tre anni prima della fine del suo ultimo mandato - tra i sospetti che il presidente degli Stati Uniti Ronald Reagan stesse cercando di interferire negli affari interni del paese dal momento che il suo segretario di Stato, George P. Shultz, aveva tentato di bloccare un prestito di 58 milioni di dollari all'allora sandinista Nicaragua.  Secondo Elisabeth Malkin del New York Times, durante il suo mandato i prestiti aumentarono di dieci volte concentrando la maggior parte degli sforzi sul sostegno a progetti infrastrutturali dell'America Latina, alle industrie pesanti e alle prime operazoni di finanziamento per le microimprese.

### Direttore della Banamex (1988-1991)
Ortiz Mena fu uomo di straordinaria cultura, versato nelle discipline umanistiche e con grandi interessi per le arti. Al suo ritorno in Messico nel 1988, fece una dichiarazione forte: "In Messico, il potere del presidente è assoluto e c'è il rischio che, a causa della mancanza di contrappesi, come il Congresso e la magistratura, un presidente senza controllo possa portare a paese alla rovina".  Ortiz Mena sosteneva la necessità della transizione verso un regime parlamentare, poiché gli sembrava il modo migliore per curare il Messico dal presidenzialismo imperiale, promuovendo il dibattito, la negoziazione e il compromesso, pratiche essenziali della democrazia.
Tra il 1988 e il 1991 fu direttore generale della Banca Nazionale del Messico (Banamex) nella fase precedente alla sua riprivatizzazione. I contratti di compravendita della Banamex furono firmati nel Palazzo Nazionale il 30 agosto 1991, come parte della riprivatizzazione del settore bancario durante il mandato di Carlos Salinas de Gortari.
Fu anche nominato Dottore Onorario dall'Università delle Americhe e dalla Facoltà di Scienze Economiche e Sociali dell'Università Nazionale Pedro Henríquez Ureña (UNPHU).
La rivista La Justicia, diretta da don Gabino Fraga, lo annoverò tra le sue pagine come uno dei dodici grandi giuristi messicani. Da questo documento si riprendono le parole espresse da don Antonio Luna Arroyo: “Noi che lo abbiamo visto da vicino, abbiamo elaborato con cura i suoi studi e conosciuto i suoi migliori successi, dobbiamo dire, senza ambiguità, che è un uomo onorevole alla lettera completa, di notevole talento, dotato di eccezionali capacità politiche e sociali e, soprattutto, possessore di un grande spirito organizzativo”.
Morì a Città del Messico, il 12 marzo 2007, all'età di 99 anni.  Uno dei suoi nipoti, Alfredo Gutiérrez Ortiz Mena, è stato capo del Servizio dell'Amministrazione Fiscale e, dal 2012, Ministro della Corte Suprema di Giustizia della Nazione.

## Premi e riconoscimenti
- Nel 1999, l'Economic Culture Fund pubblicò il suo libro, Stabilizing Development, in suo onore.[8]
- Nel 2007 fu inaugurato il Fondo Storico Antonio Ortiz Mena dall'allora segretario Agustín Carstens per onorare la memoria dell'ex segretario, che nell'aprile di quell'anno avrebbe compiuto un secolo di vita.[22] Il Fondo, che si trova all'interno del Palazzo Nazionale (nella Fonderia dell'Antica Zecca), tutela gli stampati pubblicati dal Ministero delle Finanze a partire dal xix secolo. Comprende i rapporti del Tesoro del xix secolo, nonché i bilanci di spesa della federazione e le varie disposizioni legali, fiscali e amministrative che rappresentano la storia e il fondamento delle questioni fiscali.[22]
- Nel 2009 gli fu conferita, post mortem la Medaglia d'Onore Belisario Domínguez.[23]
- Nel marzo 2023, in una sessione solenne del Congresso di Stato di Chihuahua, gli fu reso omaggio post mortem con il suo nome inciso in lettere d'oro all'interno del distretto legislativo e con un dipinto in suo onore, creato dal pittore chihuahua Óscar Soto, posto nell'edificio Héroes de la Revolución.[24]